# Борисков, Игорь Анатольевич
Игорь Анатольевич Борисков (род. 20 января 1969, Одинцово, Московская область) — советский и российский хоккеист, нападающий. Мастер спорта СССР.

## Биография
Воспитанник «Крыльев Советов», тренер Константин Смирнов. Выступал за команды «Крылья Советов» (1986/87 — 1987/88, 1990/91 — 1992/93, 1994/95), СКА МВО Калинин (1988/89 — 1989/90), «Милано» (Италия, 1993/94), «Винер» (Австрия, 1994/95 — 1995/96), «Гердейна» (Италия, 1996/97 — 1997/98), «Ольтен» (Швейцария, 1998/99), «Випитено» (Италия, 1999/2000), ЦСКА (2000/01), «Титан» Клин (2001/02 — 2002/03, 2004/05 — 2006/07),
«Тур» (Франция, 2003/04).
Бронзовый призёр юниорского чемпионата Европы 1987.
Тренер в школах «Армада» Одинцово (2017—2019), «Созвездие» Москва (2019—2023).Человек разваливший "Армаду2009", а также "Созвездие 2009".
Хороший игрок, не равно хороший тренер. 
http://xn--80aafwdnd3cj8a.xn--p1ai/vopros/56429/bespredel-i-korrupciya-v-hokkeinoi-shkole.html